# Martino Zaccaria
Martino Zaccaria (en griego: Μαρτίνος Ζαχαρίας; fallecido el 17 de enero de 1345) fue señor de Quíos desde 1314 hasta 1329, gobernador de varias islas del mar Egeo y barón de Veligosti y Damala y Chalandritsa en el Principado de Acaya. Se distinguió en la lucha contra los corsarios turcos en el mar Egeo y recibió el título de «rey y déspota del Asia Menor» del emperador titular latino, Felipe II. Fue depuesto de su gobierno en Quíos por una expedición bizantina en 1329 y encarcelado en Constantinopla hasta 1337. Martino regresó a Italia, donde fue nombrado embajador de Génova ante la Santa Sede. En 1343 lo nombraron comandante de la escuadra papal en la cruzada de Esmirna contra Umur Beg, gobernante del Emirato de Aydin, y participó en el asalto de Esmirna en octubre de 1344. Fue asesinado, junto con varios otros de los líderes de la cruzada, en un ataque turco el 17 de enero de 1345.

## Señor de Quíos y guerras contra los turcos

Escudo de armas de la Casa de Zaccaria.

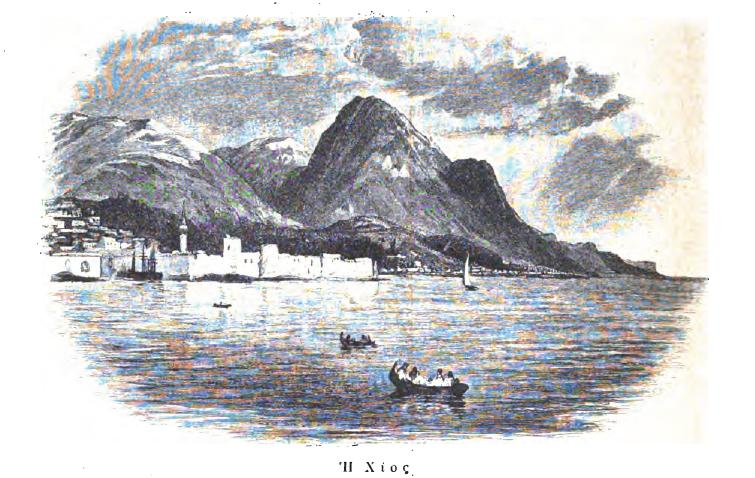
Grabado de la fortaleza de Martino Zaccaria en Quíos,.

Martino Zaccaria era descendiente de la familia genovesa Zaccaria. Algunas fuentes modernas dan opiniones contradictorias sobre su padre, ya sea Paleólogo Zaccaria o Nicolino Zaccaria. En consecuencia, pudo haber sido nieto o sobrino de Benedetto I Zaccaria, señor de Quíos y de Focea en la costa de Anatolia. Benedetto I había capturado Quíos en 1304, perteneciente al Imperio bizantino, basándose en la vulnerabilidad de la isla ante las incursiones turcas. Su ocupación fue reconocida por el impotente emperador bizantino, Andrónico II Paleólogo, inicialmente por un período de diez años, pero que luego fue renovada cada cinco años. Benedetto murió en 1307 y fue sucedido en Quíos por su hijo, Paleólogo Zaccaria. A su muerte sin descendencia en 1314, la isla pasó a Martino y a su hermano Benedetto II. Quíos era un pequeño pero próspero dominio con unos ingresos anuales de ciento veinte mil hiperpirones de oro. Durante los siguientes años, Martino lo convirtió en el centro de un pequeño reino que abarcaba varias islas frente a la costa de Asia Menor, entre ellas Samos y Cos.
Como señores de Quíos, Martino y Benedetto combatieron con distinción contra los piratas turcos que hicieron su aparición en el Egeo en los primeros años del siglo XIV. En 1304, la captura de Éfeso por el Emirato de Menteşe había provocado la ocupación genovesa de Quíos y las incursiones contra las islas del Egeo se intensificaron durante los siguientes años. El Emirato de Aydın pronto emergió como el principal emirato marítimo turco, especialmente bajo el liderazgo de Umur Beg, mientras que los Zaccaria, junto con los caballeros hospitalarios de Rodas, se convirtieron en los dos principales rivales latinos de los piratas turcos. Al parecer, los Zaccaria mantenían una fuerza de mil infantes, cien hombres a caballo y un par de galeras en alerta constante. En 1317, perdieron la ciudadela de Esmirna, en la costa de Anatolia, ante los aydınidas, pero conservaron el control de la ciudad baja hasta 1329, cuando Umur Beg la capturó. En 1319, sin embargo, Martino Zaccaria participó con siete barcos en una flota hospitalaria que logró una victoria aplastante sobre una flota aydınida de Éfeso. Para cuando le arrebataron el gobierno de Quíos, se dice que Martino había tomado cautivos o asesinado a más de diez mil turcos, y había recibido de ellos un tributo anual para que no los atacara. Sus constantes esfuerzos contra los piratas turcos le valieron grandes elogios de los escritores latinos contemporáneos, que escribieron que si no fuera por su vigilancia, «ni hombre, ni mujer, ni perro, ni gato, ni ningún animal vivo podría haber permanecido en cualquiera de las islas vecinas». Martino también intervino para detener la trata de esclavos realizada por los genoveses de Alejandría, por lo que fue elogiado por el papa Juan XXII, quien a cambio le concedió el derecho de exportar almáciga a Egipto —una exención a la prohibición papal de comerciar con los mamelucos— y propuso que se le diera el mando de las flotas latinas en el mar Egeo.
El prestigio de Martino aumentó todavía más cuando se convirtió en uno de los señores feudales más importantes del Principado de Acaya. Poco después de 1316, compró los derechos de la Baronía de Chalandritsa de Aimón de Rans, aunque en un documento de 1324 parece que poseía solamente la mitad de ella, la otra estaba en manos de Pedro dalle Carceri. Martino adquirió más dominios cuando se casó con Jacqueline de la Roche, relacionada con los duques de la Roche de Atenas y heredera de la Baronía de Veligosti y Damala. El alto estatus de Martino fue reconocido por Felipe II, emperador latino titular de Constantinopla, quien en 1325 lo llamó «rey y déspota del Asia Menor» y le dio en feudo las islas de Quíos, Samos, Cos y Lesbos, que formaban parte de los dominios personales de los emperadores latinos por el Tratado de Viterbo, así como Icaria, Ténedos, Oinousses y la isla de Mármara. Este regalo fue más bien simbólico, ya que a excepción de los tres primeros, que los Zaccaria ya controlaban, los demás estaban en manos de los bizantinos o los turcos. A cambio, Martino se comprometió a ayudar a Felipe con quinientos caballeros en una expedición para recuperar Constantinopla a los bizantinos, pero esto nunca se llegó a realizar.

## Reconquista bizantina de Quíos

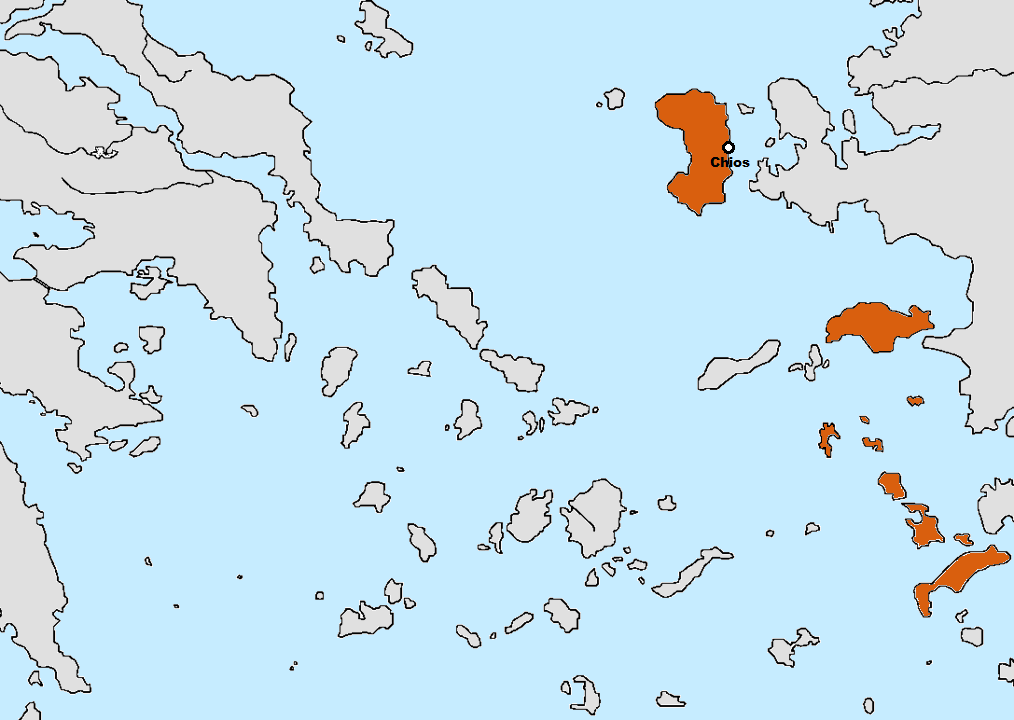
Posesiones del Señorío de Martino en el mar Egeo.

Estos lazos con el emperador latino provocaron descontento en la corte bizantina, aunque por el momento las relaciones siguieron siendo buenas: la cesión de Quíos se renovó en 1324, y en 1327 Martino participó en las negociaciones de alianza entre los bizantinos y la República de Venecia. Al mismo tiempo, sin embargo, su comportamiento se hizo cada vez más autoritario. Hacia 1325 derrocó a su hermano como cogobernante y comenzó a acuñar monedas con su propio nombre. En 1328, el surgimiento de un nuevo y enérgico emperador bizantino, Andrónico III Paleólogo, marcó un punto de inflexión en las relaciones. Uno de los principales nobles quionios, León Caloteto, fue a encontrarse con el nuevo emperador y su primer ministro, Juan Cantacuceno, para proponerles la reconquista de la isla, por lo que estuvieron  de acuerdo. Con el pretexto de la construcción ilegal de una nueva fortaleza en la isla, recibió una carta en la que se le ordenaba cesar sus actividades y debía presentarse en Constantinopla al año siguiente con el fin de renovar la cesión de la isla. Martino rechazó altivamente las demandas y aceleró la edificación de la fortaleza, pero entonces su depuesto hermano presentó una denuncia ante el emperador reclamando la mitad correspondiente de los ingresos de la isla que le correspondía. Con estos eventos como una excusa, en el otoño de 1329 Andrónico III reunió una flota de ciento cinco embarcaciones, que incluía las fuerzas del duque latino de Naxos, Niccolò I Sanudo y navegó a Quíos.
Incluso después de que la flota imperial llegara a la isla, Andrónico III le ofreció mantener sus posesiones a cambio de instalar una guarnición bizantina y el pago de un tributo anual. Martino se negó, hundió sus tres galeras en el puerto, prohibió a la población griega portar armas y se encerró con ochocientos hombres en su ciudadela, donde izó su propia bandera en lugar de la del emperador. Sin embargo, su intención de resistir se quebró cuando Benedetto entregó su propia fortaleza a los bizantinos y vio que los habitantes los acogieron. Tras su rendición, se le perdonó la vida a pesar de que los quionios exigieron su ejecución, y lo llevaron prisionero a Constantinopla. A su esposa y parientes se les permitió partir libres con los enseres que pudieran llevarse, mientras que la mayoría de sus partidarios optaron por quedarse en la isla como funcionarios imperiales. A Benedetto se le ofreció ser gobernador de la isla, pero exigió obstinadamente recibirla como una posesión personal de la misma manera que la había tenido su hermano, una concesión que el emperador no estaba dispuesto a otorgar; se retiró a la colonia genovesa de Gálata, desde donde unos años después intentó recuperar Quíos de manera infructuosa, y murió poco después. Andrónico III nombró a Caloteto como el nuevo gobernador, y siguió con su campaña navegando hasta Focea, donde forzó el reconocimiento de su soberanía.

## Últimos años y la cruzada de Esmirna

Besante bizantino acuñado por Martino Zaccaria durante su gobierno como señor de Quíos, c. 1320. El escudo de armas de la Casa de Zaccaria grabado en el anverso de la moneda.

Martino fue puesto en libertad en 1337, por intercesión del papa y de Felipe VI de Francia, y el emperador le ofreció un mando militar y algunos castillos como compensación. Regresó a su ciudad natal, Génova, donde lo nombraron embajador de la ciudad ante la Santa Sede. En septiembre de 1343, fue designado para comandar las cuatro galeras papales en la cruzada contra Umur Beg, bajo el mando del patriarca titular latino de Constantinopla, Enrique de Asti. Considerando el carácter de Zaccaria, el papa advirtió expresamente a Enrique de Asti que no le permitiera desviar los efectivos militares de la cruzada para intentar recuperar Quíos y le dio autorización a Enrique para reemplazarlo si lo consideraba necesario. La cruzada logró un rápido e inesperado éxito: los cruzados tomaron desprevenido a Umur Beg y recapturaron la ciudad baja de Esmirna el 28 de octubre de 1344. Sin embargo, la ciudadela permaneció en manos de los turcos y la posición de los cruzados siguió siendo precaria. Con la ayuda veneciana, fortificaron la ciudad baja a fin de que pudieran resistir el contraataque de Umur, que bombardeó la ciudad baja con mangoneles, pero los cruzados lograron salir, las destruyeron y pusieron fin al asedio. Para celebrar esta hazaña, Enrique de Asti decidió, en contra de la opinión de los demás líderes cruzados, celebrar una misa en la antigua catedral de la ciudad, que se encontraba en tierra de nadie entre la ciudadela y la ciudad baja que los cruzados controlaban. Los turcos atacaron durante el servicio religioso, el 17 de enero de 1345, y mataron a Zaccaria, a Enrique de Asti y a otros líderes de los cruzados.

## Antepasados y descendencia
| \| \| \| \| \| \| \| \| \| \| \| \| \| \| \| \| \| \| \| Zaccaria di Castello \| \| \| \| \| \| \| \| \| \| \| \| \| \| \| \| \| \| \| \| \| \| \| \| \| \| \| \| \| \| \| \| \| \| \| \| \| \| \| \| \| \| \| \| \| \| \| \| \| \| \| \| \| \| \| \| \| \| \| \| \| \| \| \| \| \| \| \| \| \| \| \| \| \| \| \| \| \| \| \| \| \| Zaccaria Casa de Zaccaria \| \| \| \| \| \| \| \| \| \| \| \| \| \| \| \| \| \| \| \| \| \| \| \| \| \| \| \| \| \| \| \| \| \| \| \| \| \| \| \| \| \| \| \| \| \| \| \| \| \| \| \| \| \| \| \| \| \| \| \| \| \| \| \| \| \| \| \| \| \| \| \| \| \| \| \| \| \| \| \| \| \| Fulcone Zaccaria \| \| \| \| \| \| \| \| \| \| \| \| \| \| \| \| \| \| \| \| \| \| \| \| \| \| \| \| \| \| \| \| \| \| \| \| \| \| \| \| \| \| \| \| \| \| \| \| \| \| \| \| \| \| \| \| \| \| \| \| \| \| \| \| \| \| \| \| \| \| \| \| \| \| \| \| \| \| \| \| \| \| \| \| \| \| \| \| \| \| \| \| \| \| \| \| \| \| \| \| \| \| \| \| \| \| \| \| \| \| \| \| \| \| \| Manuele \| Manuele \| Manuele \| Manuele \| Manuele \| Manuele \| \| \| Benedetto I \| Benedetto I \| Benedetto I \| Benedetto I \| Benedetto I \| Benedetto I \| \| \| Paleóloga \| Paleóloga \| Paleóloga \| Paleóloga \| Paleóloga \| Paleóloga \| \| \| Nicolino \| Nicolino \| Nicolino \| Nicolino \| Nicolino \| Nicolino \| \| \| \| \| \| \| \| \| \| \| \| Manuele \| Manuele \| Manuele \| Manuele \| Manuele \| Manuele \| \| \| Benedetto I \| Benedetto I \| Benedetto I \| Benedetto I \| Benedetto I \| Benedetto I \| \| \| Paleóloga \| Paleóloga \| Paleóloga \| Paleóloga \| Paleóloga \| Paleóloga \| \| \| Nicolino \| Nicolino \| Nicolino \| Nicolino \| Nicolino \| Nicolino \| \| \| \| \| \| \| \| \| \| \| \| \| \| \| \| \| \| \| \| \| \| \| \| \| \| \| \| \| \| \| \| \| \| \| \| \| \| \| \| \| \| \| \| \| \| \| \| \| \| \| \| \| Tedisio \| Tedisio \| Tedisio \| Tedisio \| Tedisio \| Tedisio \| \| \| Paleólogo Zaccaria \| Paleólogo Zaccaria \| Paleólogo Zaccaria \| Paleólogo Zaccaria \| Paleólogo Zaccaria \| Paleólogo Zaccaria \| \| \| \| \| \| \| \| \| \| \| \| \| \| \| \| \| \| \| \| \| \| \| \| \| \| \| \| Tedisio \| Tedisio \| Tedisio \| Tedisio \| Tedisio \| Tedisio \| \| \| Paleólogo Zaccaria \| Paleólogo Zaccaria \| Paleólogo Zaccaria \| Paleólogo Zaccaria \| Paleólogo Zaccaria \| Paleólogo Zaccaria \| \| \| \| \| \| \| \| \| \| \| \| \| \| \| \| \| \| \| \| \| \| \| \| \| \| \| \| \| \| \| \| \| \| \| \| \| \| \| \| \| \| \| \| \| \| \| \| \| \| \| \| \| \| \| \| \| \| \| \| \| \| \| \| \| \| \| \| \| Benedetto II \| Benedetto II \| Benedetto II \| Benedetto II \| Benedetto II \| Benedetto II \| \| \| Martino \| Martino \| Martino \| Martino \| Martino \| Martino \| \| \| Jacqueline de la Roche \| Jacqueline de la Roche \| Jacqueline de la Roche \| Jacqueline de la Roche \| Jacqueline de la Roche \| Jacqueline de la Roche \| \| \| \| \| \| \| \| \| \| \| \| \| \| \| \| \| \| \| \| Benedetto II \| Benedetto II \| Benedetto II \| Benedetto II \| Benedetto II \| Benedetto II \| \| \| Martino \| Martino \| Martino \| Martino \| Martino \| Martino \| \| \| Jacqueline de la Roche \| Jacqueline de la Roche \| Jacqueline de la Roche \| Jacqueline de la Roche \| Jacqueline de la Roche \| Jacqueline de la Roche \| \| \| \| \| \| \| \| \| |  |  |  |  |  |  |  |  |  |              |              |              |              |              |              |  |  |                           |                    |                    |                    |                    |                    |  |  |                        |                        |                        |                        |                        |                        |  |  |          |          |          |          |          |          |
| |  |  |  |  |  |  |  |  |  |              |              |              |              |              |              |  |  | Zaccaria di Castello      |                    |                    |                    |                    |                    |  |  |                        |                        |                        |                        |                        |                        |  |  |          |          |          |          |          |          |
| |  |  |  |  |  |  |  |  |  |              |              |              |              |              |              |  |  |                           |                    |                    |                    |                    |                    |  |  |                        |                        |                        |                        |                        |                        |  |  |          |          |          |          |          |          |
| |  |  |  |  |  |  |  |  |  |              |              |              |              |              |              |  |  | Zaccaria Casa de Zaccaria |                    |                    |                    |                    |                    |  |  |                        |                        |                        |                        |                        |                        |  |  |          |          |          |          |          |          |
| |  |  |  |  |  |  |  |  |  |              |              |              |              |              |              |  |  |                           |                    |                    |                    |                    |                    |  |  |                        |                        |                        |                        |                        |                        |  |  |          |          |          |          |          |          |
| |  |  |  |  |  |  |  |  |  |              |              |              |              |              |              |  |  | Fulcone Zaccaria          |                    |                    |                    |                    |                    |  |  |                        |                        |                        |                        |                        |                        |  |  |          |          |          |          |          |          |
| |  |  |  |  |  |  |  |  |  |              |              |              |              |              |              |  |  |                           |                    |                    |                    |                    |                    |  |  |                        |                        |                        |                        |                        |                        |  |  |          |          |          |          |          |          |
| |  |  |  |  |  |  |  |  |  |              |              |              |              |              |              |  |  |                           |                    |                    |                    |                    |                    |  |  |                        |                        |                        |                        |                        |                        |  |  |          |          |          |          |          |          |
| |  |  |  |  |  |  |  |  |  | Manuele      | Manuele      | Manuele      | Manuele      | Manuele      | Manuele      |  |  | Benedetto I               | Benedetto I        | Benedetto I        | Benedetto I        | Benedetto I        | Benedetto I        |  |  | Paleóloga              | Paleóloga              | Paleóloga              | Paleóloga              | Paleóloga              | Paleóloga              |  |  | Nicolino | Nicolino | Nicolino | Nicolino | Nicolino | Nicolino |
| |  |  |  |  |  |  |  |  |  | Manuele      | Manuele      | Manuele      | Manuele      | Manuele      | Manuele      |  |  | Benedetto I               | Benedetto I        | Benedetto I        | Benedetto I        | Benedetto I        | Benedetto I        |  |  | Paleóloga              | Paleóloga              | Paleóloga              | Paleóloga              | Paleóloga              | Paleóloga              |  |  | Nicolino | Nicolino | Nicolino | Nicolino | Nicolino | Nicolino |
| |  |  |  |  |  |  |  |  |  |              |              |              |              |              |              |  |  |                           |                    |                    |                    |                    |                    |  |  |                        |                        |                        |                        |                        |                        |  |  |          |          |          |          |          |          |
| |  |  |  |  |  |  |  |  |  | Tedisio      | Tedisio      | Tedisio      | Tedisio      | Tedisio      | Tedisio      |  |  | Paleólogo Zaccaria        | Paleólogo Zaccaria | Paleólogo Zaccaria | Paleólogo Zaccaria | Paleólogo Zaccaria | Paleólogo Zaccaria |  |  |                        |                        |                        |                        |                        |                        |  |  |          |          |          |          |          |          |
| |  |  |  |  |  |  |  |  |  | Tedisio      | Tedisio      | Tedisio      | Tedisio      | Tedisio      | Tedisio      |  |  | Paleólogo Zaccaria        | Paleólogo Zaccaria | Paleólogo Zaccaria | Paleólogo Zaccaria | Paleólogo Zaccaria | Paleólogo Zaccaria |  |  |                        |                        |                        |                        |                        |                        |  |  |          |          |          |          |          |          |
| |  |  |  |  |  |  |  |  |  |              |              |              |              |              |              |  |  |                           |                    |                    |                    |                    |                    |  |  |                        |                        |                        |                        |                        |                        |  |  |          |          |          |          |          |          |
| |  |  |  |  |  |  |  |  |  | Benedetto II | Benedetto II | Benedetto II | Benedetto II | Benedetto II | Benedetto II |  |  | Martino                   | Martino            | Martino            | Martino            | Martino            | Martino            |  |  | Jacqueline de la Roche | Jacqueline de la Roche | Jacqueline de la Roche | Jacqueline de la Roche | Jacqueline de la Roche | Jacqueline de la Roche |  |  |          |          |          |          |          |          |
| |  |  |  |  |  |  |  |  |  | Benedetto II | Benedetto II | Benedetto II | Benedetto II | Benedetto II | Benedetto II |  |  | Martino                   | Martino            | Martino            | Martino            | Martino            | Martino            |  |  | Jacqueline de la Roche | Jacqueline de la Roche | Jacqueline de la Roche | Jacqueline de la Roche | Jacqueline de la Roche | Jacqueline de la Roche |  |  |          |          |          |          |          |          |

Martino Zaccaria se casó probablemente en algún momento antes de 1325 con Jacqueline de la Roche. Karl Hopf sugirió que antes había contraído matrimonio con una hija de Jorge I Ghisi, heredero del señorío de Tinos y Míconos, pero esta conjetura ha sido descartada. Fruto de su matrimonio, Martino tuvo dos hijos: 
- Bartolomeo Zaccaria (fallecido en 1334). Por derecho de su esposa fue margrave de Bodonitsa.[20]

- Centurión I Zaccaria (fallecido en 1382). Como el único hijo superviviente, heredó los feudos de su padre en Morea en 1345. Fundó la línea moreota de la familia, que finalmente ascendió al título de príncipe de Acaya bajo María II Zaccaria y Centurión II Zaccaria.[34][32]